# 조선콤퓨터중심
조선콤퓨터중심(Korea Computer Center, KCC)은 조선민주주의인민공화국 평양시 만경대구역에 있다. 이 회사는 소프트웨어산업총국의 산하기업이다. 1990년 10월 24일에 창립되었다. 8개의 연구개발 센터와 11개의 지역 정보 센터로 이루어져 있다. 내나라 정보센터와 품질관리센터를 운영하고 있다. 여러 분야에서 소프트웨어 및 하드웨어 제품들을 개발 및 생산하며, 총 1,200여명이 근무하고 있다. 연구개발 인력은 800여명이 근무하고 있으며, 이 중 100여명은 박사학위 소유자이다.
또, 조선콤퓨터중심은 독일, 중국, 시리아 등에 지사, 합작회사와 판매소들을 두고 마케팅활동을 활발히 벌여나가고 있으며 조선의 유명한 소프트웨어관련 부문회사, 과학연구기관들과의 기술합작 및 교류사업을 추진해 나가고 있다. 최근에는 ISO9001품질관리체계를 도입하였다. 이 곳은 북한에서 가장 개방적인 곳 중 하나이다.
조선콤퓨터중심에서는 체신성의 검열과 관리를 거쳐 WWW에 접속이 가능하다.

## 연혁
- 1990년 10월 24일 - 조선콤퓨터쎈터 창립

## 연구개발 중심 현황

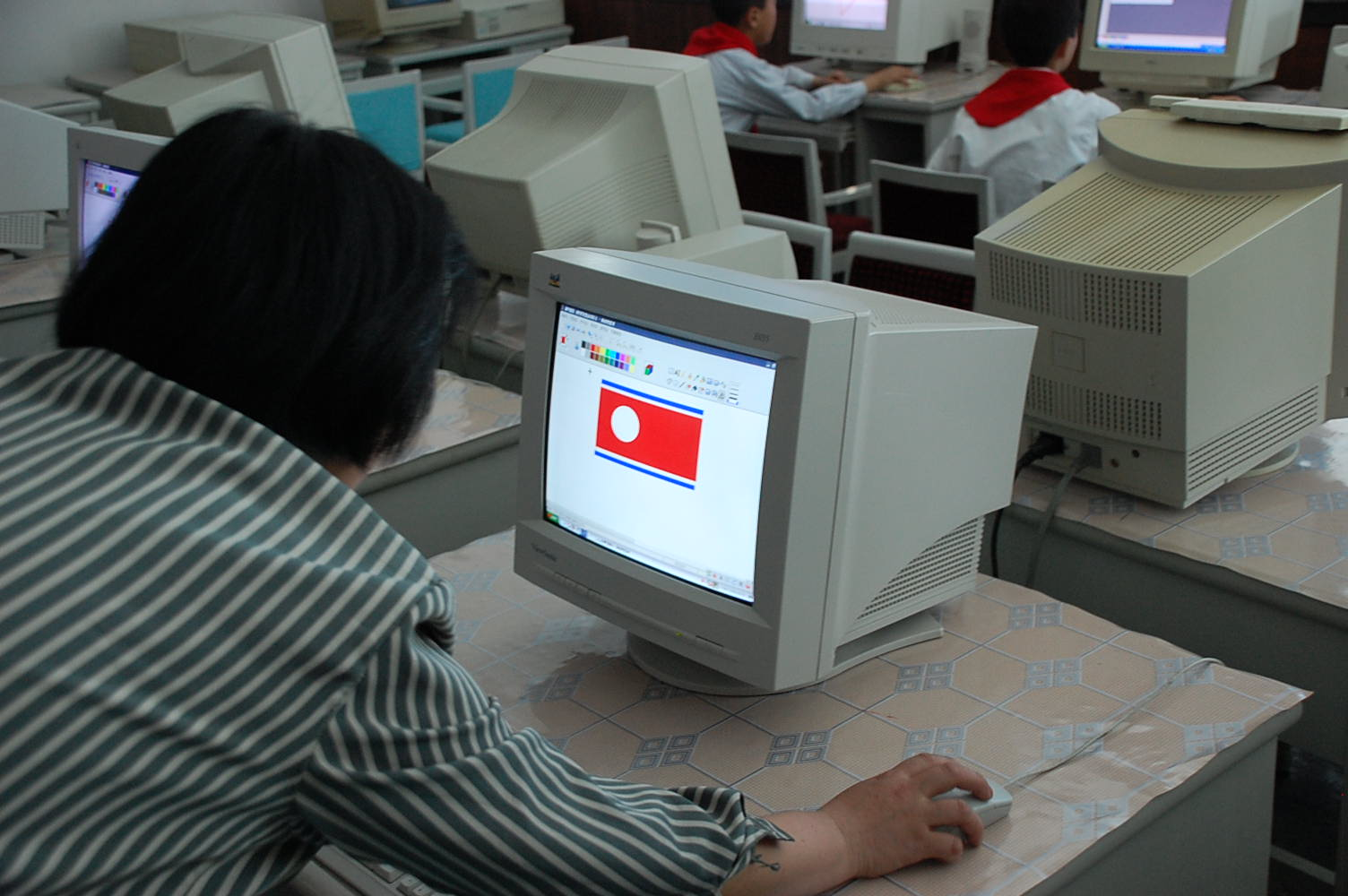
수업 중인 모습

- 조작체계(운영 체제; OS)센터(오덕산정보쎈터): 붉은별을 비롯한 조선어판 윈도 등을 개발한다.
- 콤퓨터망 관련 부문(만경정보쎈터): 전국적 인트라넷인 '광명망', 국가안전보위부 인트라넷인 '방패', 군내 인트라넷인 '금별', 국가보안성 인트라넷인 '붉은검' 등 각종 인트라넷을 개발, 설치한다. 제한적으로 WWW접속이 허용되는 부서이다.
- 정보보안 부문(어은정보쎈터): 각종기관의 인트라넷의 보안 시스템과 보안 프로그램을 개발하는 부서이다.
- 사무경영처리 부문(삼일포정보쎈터): 우리, 목란, 하나, 고려펜 등을 개발한 부서이다.
- 인공지능 부문(청봉정보쎈터): 공장 자동화 설비를 개발하는 부서이다.
- 조종신호체계처리 부문(소백수정보쎈터): 반도체 처리 체계 개발
- 생체신호처리 부문(밀영정보쎈터): DNA반도체, 정보기술과 의료기기를 접목한 건강기기 개발
- 다매체 부문(삼지연정보쎈터): 게임과 멀티미디어 관련 제품 개발

## 산하 기관
- 내나라 정보쎈터: 웹기반 컨텐츠를 개발하고 조선의 인트라넷 기반 컨텐츠를 개발한다. 130여명이 근무하고 있다.
- 품질관리쎈터: 소프트웨어 제품을 시험 · 인증하고 그것에 대한 품질검사를 수행한다. 개발기업소의 관리체계 품질인증을 수행한다. 약 80여명이 근무하고 있다.

## 인재 채용
김책공업종합대학의 강동분교에서 졸업이후 조선콤퓨터중심에서 근무할 인력을 양성한다. 이외에도, 김일성종합대학, 평성리과대학 등을 졸업한 학생들을 우선적으로 채용한다.

## 주요 제품
- 《붉은별》- 문화어 리눅스 배포판
- 《ELSB 1.0》 - 실시간 리눅스체계구성도구
- 《우리》- 붉은별 기반 종합 오피스 프로그람
- 《목란》- 문화어 문자 인식 프로그램
- 《WINK》- 조선글 입력기
- 《하나》- 다국어 입력기
- 《삼흥》- 조선말대사전 프로그램
- 《삼일포》- 조선노래대전집
- 《고려펜》- 직결식 손글 입력기
- 《하나 21》- 전자수첩형 PDA
- 《류경바둑》- 바둑 프로그램
- 《류경장기》- 장기 프로그램
- 《은별바둑》- 바둑 프로그램
- 《은별장기》- 일본장기 쇼기 프로그램
- 《은방울》- 음악 학습 프로그램. 방울은 음표의 머리를 뜻한다.
- 《조선료리》 - 음식 프로그램
- 《내 나라》- 웹 브라우저
- 《삼천리》- 북한 서체 설치 프로그램(약 300종)

## 같이 보기
- 조선민주주의인민공화국의 인터넷
- 조선민주주의인민공화국의 경제